# Чайка (часы)
Чайка — модели механических наручных часов производства часового завода «Чайка», выпускавшиеся до 2009 года.

## История
16 июня 1963 года на космическом корабле «Восток-6» совершила полёт Валентина Владимировна Терешкова, который продолжался почти трое суток. В честь этого исторического события все часы производства Угличского часового завода начали выпускаться под маркой «Чайка» (позывной Валентины Терешковой был «Чайка»).
В 2006 году завод «Чайка» приостановил производство часов, а к 2009 году фактически стал банкротом. После этого часы под маркой «Чайка» стали производиться «Ювелирным заводом Чайка», который производит золотые и серебряные часы категории масс-маркет. У него имеется небольшое ателье по изготовлению циферблатов, стрелок и часовой фурнитуры. Также выпускаются часы различных luxury-брендов по индивидуальным и мелкосерийным заказам.